# Objeto de acceso a datos
En software, un objeto de acceso a datos (en inglés: data access object, abreviado DAO) es un componente de software que suministra una interfaz común entre la aplicación y uno o más dispositivos de almacenamiento de datos, tales como una Base de datos o un archivo. El término se aplica frecuentemente al Patrón de diseño Object.

## Ventajas
Los Objetos de Acceso a Datos son un Patrón de los subordinados de Diseño Core J2EE y considerados una buena práctica. La ventaja de usar objetos de acceso a datos es que cualquier objeto de negocio (aquel que contiene detalles específicos de operación o aplicación) no requiere conocimiento directo del destino final de la información que manipula.
Los Objetos de Acceso a Datos pueden usarse en Java para aislar a una aplicación de la tecnología de persistencia Java subyacente (API de Persistencia Java), la cual podría ser JDBC, JDO, Enterprise JavaBeans, TopLink, EclipseLink, Hibernate, iBATIS, o cualquier otra tecnología de persistencia. Usar Objetos de Acceso de Datos significa que la tecnología subyacente puede ser actualizada o cambiada sin cambiar otras partes de la aplicación.

## Desventajas
La flexibilidad tiene un precio. Cuando se añaden DAOs a una aplicación, la complejidad adicional de usar otra capa de persistencia incrementa la cantidad de código ejecutado durante tiempo de ejecución. La configuración de las capas de persistencia requiere en la mayoría de los casos mucho trabajo.
Las aplicaciones críticas con el rendimiento no deberían usar DAOs.

## Herramientas
- MDAOG Generador de código DAO para bases de datos PostgreSQL
- JDBaccess: una biblioteca de persistencia Java la cual soporta objetos de acceso a datos

- Datos: Q741137